# Peoria (Illinois)
Peoria – miasto w Stanach Zjednoczonych, w środkowej części stanu Illinois, port nad rzeką Illinois. W 2019 liczyło ok. 110 tys. mieszkańców. Zostało założone w 1691 przez Henriego de Tontiego, co czyni je najstarszą europejską osadą w Illinois.

## Gospodarka
W mieście rozwinął się przemysł maszynowy, metalowy, spożywczy oraz chemiczny. W pobliżu miasta znajduje się port lotniczy.

## Demografia

### Ludność
Według danych z 2019 roku 60,8% mieszkańców identyfikowało się jako biali (56,9% nie licząc Latynosów), 27,6% jako czarni lub Afroamerykanie, 6,4% miało pochodzenie azjatyckie, 2,8% było rasy mieszanej i 0,07% to byli rdzenni Amerykanie. Latynosi stanowili 6,7% ludności miasta.
Poza osobami pochodzenia afroamerykańskiego do największych grup należą osoby pochodzenia niemieckiego (17,3%), irlandzkiego (9,6%), angielskiego (7,8%), meksykańskiego (4,6%), włoskiego (3,0%), „amerykańskiego” (3,0%) i arabskiego lub afrykańskiego (3,0%).

## Religia

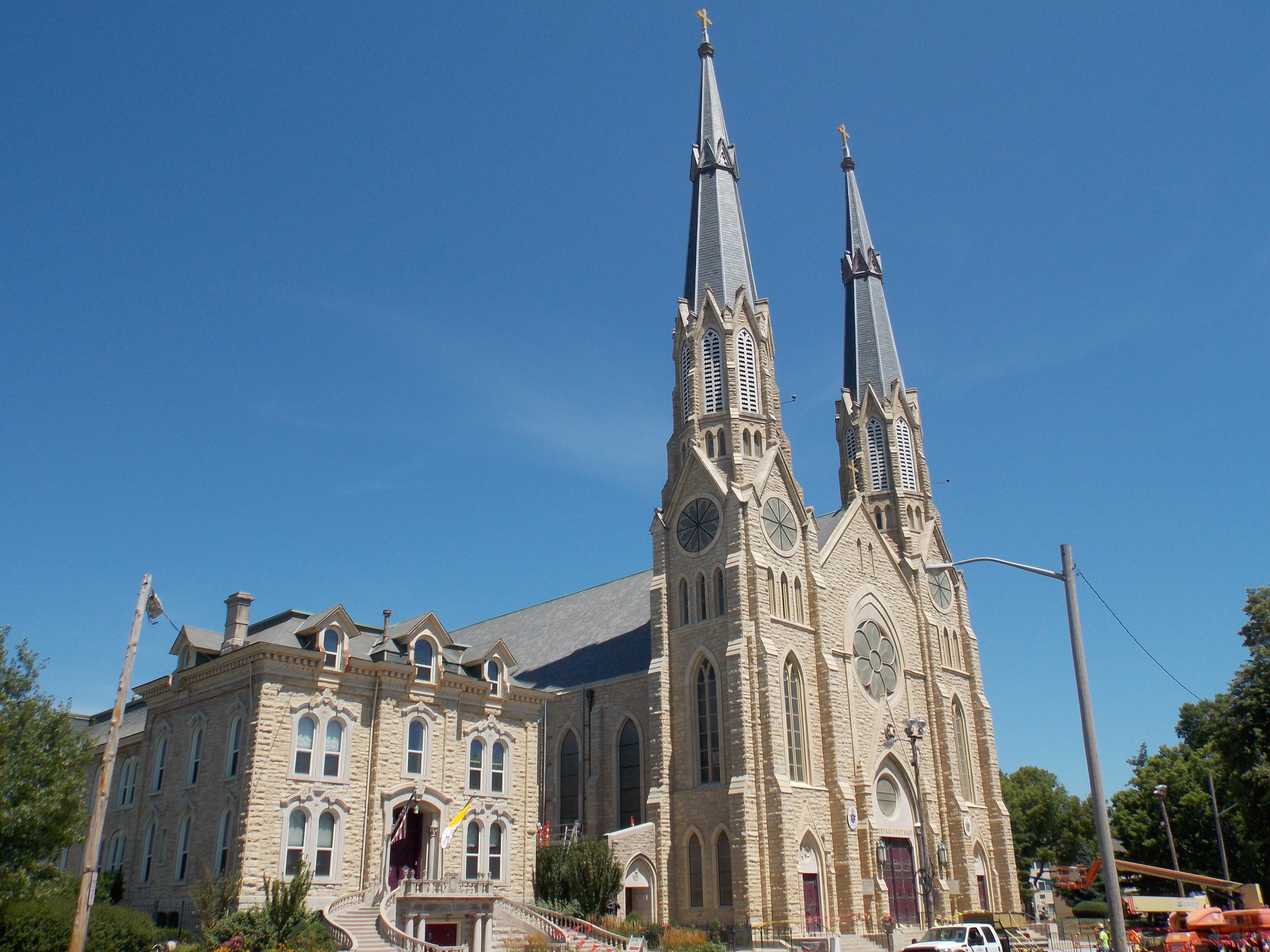
Katedra Niepokalanego Poczęcia Najświętszej Marii Panny w Peorii.

W 2010 roku największymi grupami religijnymi w aglomeracji Peorii były:
- Kościół katolicki – 43 434 członków w 42 kościołach
- Kościoły luterańskie – ponad 23 tys. członków w 48 kościołach
- lokalne bezdenominacyjne zbory ewangelikalne – 20 020 członków w 86 zborach
- społeczność muzułmańska – 19 788 wyznawców w 6 meczetach
- Zjednoczony Kościół Metodystyczny – 18 094 członków w 56 kościołach
- Kościoły baptystyczne – ok. 15 tys. członków w 61 zborach
- Kościoły zielonoświątkowe i uświęceniowe – ponad 11 tys. członków w 62 zborach
- Kościoły kalwińskie – 10 742 członków w 46 kościołach

Muzułmanie stanowią 10,6% populacji hrabstwa Peoria co jest jednym z najwyższych odsetków w Stanach Zjednoczonych.
W 2019 do katedry Niepokalanego Poczęcia Najwiętszej Maryi Panny w Peorii zostały sprowadzone z Nowego Jorku szczątki arcybiskupa Fultona J. Sheena, który w tym mieście spędził swoje młode lata i przez rok pełnił posługę wikariusza w nieistniejącej parafii św. Patryka.

## Sport
- Peoria Rivermen – klub hokejowy

## Urodzeni w Peoria
- Richard Pryor (1940–2005) – aktor, komik[11]
- William Lane Craig (ur. 1949) – chrześcijański filozof
- Betty Friedan (1921–2006) – psycholog, pisarka
- Dan Simmons (ur. 1948) – pisarz
- David Ogden Stiers (1942–2018) – aktor
- Dan Fogelberg (1951–2007) – piosenkarz
- Joe Girardi (ur. 1964) – baseballista
- Jim Thome (ur. 1970) – baseballista